# Стренґель
Стренґель (пол. Stręgiel, нім. Groß Strengeln) — село в Польщі, у гміні Венґожево Венґожевського повіту Вармінсько-Мазурського воєводства.
Населення — 126 осіб (2011).
У 1975-1998 роках село належало до Сувальського воєводства.

## Демографія
Демографічна структура станом на 31 березня 2011 року:
|          | Загалом | Допрацездатний вік | Працездатний вік | Постпрацездатний вік |
| -------- | ------- | ------------------ | ---------------- | -------------------- |
| Чоловіки | 61      | 13                 | 41               | 7                    |
| Жінки    | 65      | 18                 | 40               | 7                    |
| Разом    | 126     | 31                 | 81               | 14                   |